# سكوت ميتشيل (لاعب كرة قدم أمريكية)
سكوت ميتشيل (بالإنجليزية: Scott Mitchell)‏ هو لاعب كرة قدم أمريكية أمريكي، ولد في 2 يناير 1968 في مدينة سولت ليك في الولايات المتحدة.

## وصلات خارجية
- سكوت ميتشيل على موقع مرجع كرة القدم المحترفة.كوم (الإنجليزية)
- سكوت ميتشيل على موقع كلية كرة القدم في سبورتس رفرنس.كوم (الإنجليزية)